# 램 하우스

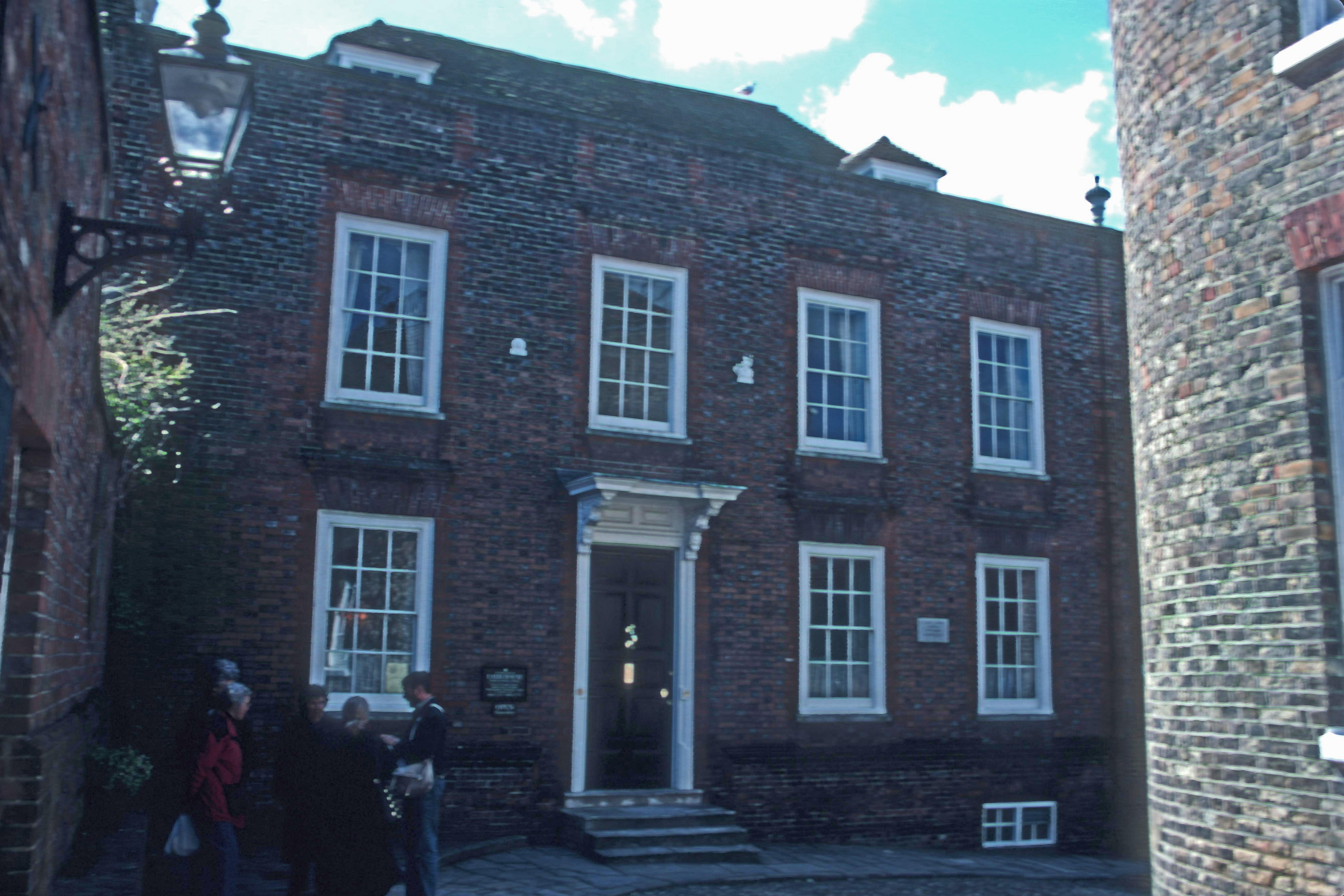
램 하우스

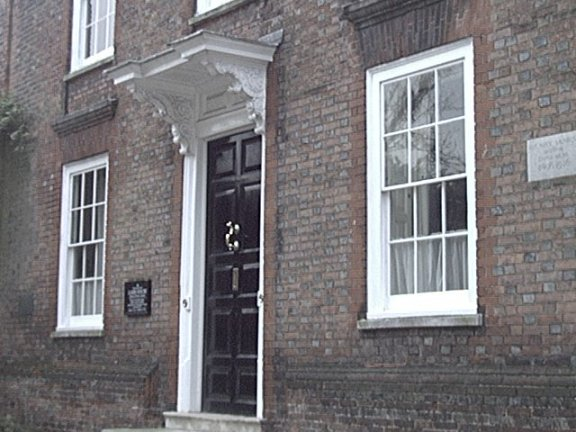
입구

램 하우스(Lamb House)는 잉글랜드 이스트서식스주 라이에 위치한 II* 등급의 18세기 집이다.
한 작가의 하우스 뮤지엄으로 운영된다. 1897년부터 1914년까지는 헨리 제임스, 나중에 E.F. 벤슨 등 수많은 작가의 집이었다.